# Catalectis ptilozona
Catalectis ptilozona är en fjärilsart som beskrevs av Edward Meyrick 1923. Catalectis ptilozona ingår i släktet Catalectis och familjen äkta malar.
Artens utbredningsområde är Fiji. Inga underarter finns listade i Catalogue of Life.